# Барра (остров)
Ба́рра (англ. Barra; гэльск. Barraigh, Eilean Bharraigh) — самый южный из крупных островов архипелага Внешние Гебриды, расположенного вблизи западного побережья Шотландии. Площадь — 58,75 км² при длине острова около 16 км. Западное побережье представляет собой песчаные пляжи, восточный берег скалист. Почти повсеместно горист, высшая точка — гора Хевал (383 м).
По данным переписи 2001 года население Барра составляет 1078 человек. Основной населённый пункт — Каслбей, расположена на южном побережье. Преобладающим языком населения является гэльский.
На острове расположен аэропорт Барра с песчаной взлётно-посадочной полосой, возможной для использования только во время отлива. Соединён дамбой с островом Ватерсей. Дорожная сеть длиной около 22 км. Соединен паромами с островами Эрискей, Саут-Уист (порт Лохбойсдейл), Тайри и основной частью Шотландии (Обан).
Среди достопримечательностей можно выделить окруженный со всех сторон водой замок Кисимул, находящийся в гавани Каслбей.

## Галерея
- Вид на Каслбей
- Каслбей и гора Хивэл (вид с острова Ватерсей)
- Спутниковый снимок острова